# Strangers in Paradise
Strangers in Paradise (kurz SiP) ist eine preisgekrönte US-amerikanische Comic-Serie von Zeichner und Verfasser Terry Moore, die von 1993 bis 2007 veröffentlicht wurde.
Strangers in Paradise spricht teilweise auch ein Publikum an, das sich selbst nicht als Comic-Leserschaft einschätzen würde. Dazu gehört ein ungewöhnlich hoher Anteil an Frauen.
Was die Serie auszeichnet, ist neben ihrer vielschichtigen und meist glaubhaften Handlung die gezielte Verwendung von Gedichten, Liedern, Zitaten, Prosaerzählung und gelegentlich sogar Fotografien oder real existierender Gemälde, sowohl als dekorative Elemente als auch als erzählerische Stilmittel. Auch Terry Moores besonderer Schwarz-weiß-Zeichenstil hat zum weltweiten Erfolg der Serie beigetragen. Durch die Verwendung von Cliffhangern, parallel laufenden Handlungssträngen und durch eine nonlineare Zeitabfolge erinnert der Erzählstil gelegentlich an den einer Seifenoper.
Der Titel der Serie ist dem populären Schlager „Stranger in Paradise“ entlehnt, der u. a. von Tony Bennett oder den The Four Aces aufgenommen wurde.
Der Liedtext stammt aus dem Broadway-Musical Kismet, für die Melodie bedienten sich Robert Wright und Chet Forrest allerdings bei den „Polowetzer Tänzen“ aus Alexander Porfirjewitsch Borodins unvollendetem Werk Fürst Igor.

## Handlung
Strangers in Paradise erzählt die Lebensgeschichte dreier Menschen und ihre Beziehung zueinander. Aufkommende Themen im Verlauf der Geschichte sind u. a.: Alkoholismus, Religion, Sexuelle Identität/Orientierung, weibliche Homosexualität, Kriminalität, Gewalt, politische Verschwörung, Partnerschaft, Selbstfindung, Gesellschaft, Familie.

## Veröffentlichungen
- Volume 1 (1993–1994): Zum ersten Mal wurde SiP zwischen November 1993 und Februar 1994 als Miniserie von drei Heften im Verlag Antarctic Press veröffentlicht. Diese drei Hefte werden heute als „Volume 1“ (d. h. als erste Serie) bezeichnet.

- Volume 2 (1994–1996): Die zweite Reihe, bestehend aus 13 bzw. 14 Ausgaben, wurde in Terry Moores eigenem Verlag Abstract Studio veröffentlicht. Die unterschiedliche Zählweise von 13 bzw. 14 Ausgaben beruht auf der Veröffentlichung einer Kurzgeschichte (Molly & Poo), die, obwohl als Strangers in Paradise #14 veröffentlicht, jedoch mit der eigentlichen Handlung von SiP (jedenfalls zum damaligen Zeitpunkt) nichts zu tun hatte.

- Volume 3 (1996–2007): Die ersten acht Ausgaben der aktuellen Reihe wurden bei Homage Comics (Wildstorm), einem Unternehmen der Verlagsgesellschaft Image Comics, veröffentlicht, bevor Terry Moore aus organisatorischen Gründen wieder zum eigenen Verlag zurückkehrte.

Strangers in Paradise wurde im Juni 2007 mit Heft Nr. 90 beendet. Terry Moore veröffentlichte 2018, 25 Jahre nach der Nummer 1 der Serie, eine 10 Hefte umfassende Fortsetzung mit dem Titel Strangers in Paradise XXV.

## Sammlung
Strangers in Paradise besteht, je nach Zählweise, aus 106 bis 130 einzelnen Heften. Der Unterschied ergibt sich hierbei durch sogenannte Variant Covers sowie limitierte Auflagen und besondere Nachdrucke für Sammler. Die Serie ist darüber hinaus in jeweils 20 Softcover-Sammelbänden (sog. Paperback), 10 Hardcover-Sammelbänden oder 6 Taschenbuchausgaben (mit verkleinertem Seitenformat) und in einer limitierten Auflage als 2200 Seiten starke, zweibändige Gesamtausgabe (Omnibus) erhältlich.
SiP wurde bisher in sieben Sprachen (französisch, portugiesisch, spanisch, deutsch, italienisch, holländisch, finnisch) übersetzt. Die erste deutsche Ausgabe des Thomas Tilsner Verlags umfasst neun Softcover-Sammelbänden und ist unvollständig. Beim Verlag Schreiber & Leser ist eine Übersetzung der sechsbändigen Ausgabe auf Deutsch erschienen. Band 1 erschien im Juni 2013, der Abschlussband erschien im Juni 2015.

## Auszeichnungen
Für Strangers in Paradise erhielt Terry Moore folgende Auszeichnungen:
- 1996 – Eisner Award als beste Geschichte in Serienformat (insgesamt in vier Kategorien nominiert)
- 1997 – Reuben Award der National Cartoonist Society (USA) als bestes Comic-Heft
- 2000 – GLAAD Media Award als bestes Comic-Heft
- 2003 – Inkpot Award für eine hervorragende Leistung im Bereich Comic-Kunst